# Karnyothrips noveboracensis
Karnyothrips noveboracensis är en insektsart som först beskrevs av Ian A. Hood 1940.  Karnyothrips noveboracensis ingår i släktet Karnyothrips och familjen rörtripsar. Inga underarter finns listade i Catalogue of Life.